# Universitatea Sapientia
Universitatea Sapientia (în maghiară Sapientia Erdélyi Magyar Tudományegyetem) este cea mai mare universitate maghiară privată din România. Conform clasificării Asociației Ad-Astra se află pe prima poziție dintre universitățile particulare din România la cercetarea științifică în perioada 2002-2011 Universitatea a fost creată cu sprijinul, inclusiv financiar, al guvernului maghiar și cooperează strâns cu sistemul universitar din Ungaria și cu alte universități de limbă maghiară din România, având din 2012 și acreditare oficială din partea ministerului de resort român. Funcționeaza cu sediul central la Cluj, cu campusuri la Cluj, Miercurea Ciuc, Târgu Mureș, și Sfântu Gheorghe.

## Istoric
Fondatorul universității a fost Fundația Sapienția în 2000. Fundația a fost la rândul ei fondată de cele patru biserici istorice maghiare din Transilvania:  Biserica Romano-Catolică,  Biserica Reformată (de confesiune calvinistă), Biserica Unitariană din Transilvania, și  Biserica Evanghelică-Luterană de limbă maghiară cu sediul la Cluj.
În 2001 au fost deschise două facultăți la Miercurea Ciuc și la Târgu Mureș. În anul 2002 a fost deschisă și facultatea din Cluj. În anul universitar 2017/2018 aceste facultăți aveau 30 de programe de studii pentru licență și 12 programe de studii pentru master. Aceste programe au fost create pentru studenți bazându-se pe cerințele pieței forței de muncă din respectivele orașe, dar și pe oferta educațională existentă în Transilvania. Pe lista facultăților din Miercurea-Ciuc, specializările cele mai căutate sunt în domeniul economic, cel al biotehnologiilor și al științelor sociale. Educația tehnică este specializarea de bază a facultății din Târgu-Mureș, dar pe lângă aceasta se mai numără și horticultura și specializările socio-umaniste. În Cluj, lista opțiunilor este mult mai diversificată, aici regăsindu-se și specializări precum fotografia, media și cinematografia. 
După 16 ani de înființare, în cadrul universității studiază 2300 de studenți, iar până în prezent au fost 13 promoții de absolvenți.
Universitatea Sapientia are o colaborare foarte strânsă cu Universitatea Creștină Partium din Oradea.
Universitatea a fost acreditată prin legea 58/2012

## Organizare și administrație
Finațarea Universității Sapientia este gestionată de Fundația Sapientia, înregistrată la tribunalul din Cluj-Napoca în anul 2000 de cei opt conducători ai bisericilor istorice maghiare din Transilvania: arhiepiscopul romano-catolic György Jakubinyi, episcopii romano-catolici József Tempfli, Pál Reizer și Martin Roos , episcopii reformați Kálmán Csiha și László Tőkés, episcopul unitarian Árpád Szabó și episcopul lutheran Árpád Mózes. Membrii Consiliului Director al Fundației Sapientia sunt numiți de către conducătorii bisericilor fondatoare cu sarcina de a defini a și implementa obiectivele stabilite.

### Rectori
- Sándor Tonk⁠(hu)[traduceți] (2000–2003)
- Pál Szilágyi⁠(hu)[traduceți] (2003–2006)
- László Dávid⁠(hu)[traduceți] (2007–2020)
- Márton Tonk⁠(hu)[traduceți] (2021-)

## Facultăți (campusuri)
În prezent la Universitatea Sapientia studiază aproximativ 3 000 de studenți. În prezent are trei facultăți:
- Facultatea de Științe Economice, Socio-Umane și Inginerești – Miercurea Ciuc
- Facultatea de Științe Tehnice și Umaniste – Târgu Mureș
- Facultatea de Științe și Arte – Cluj
- Facultatea de Științe ale Vieții și Sport din Sfântu Gheorghe (din 2023), care înglobează fostul centru de studii agricole și forestiere, în plus oferind programe de sport și performanță motrică.[2]

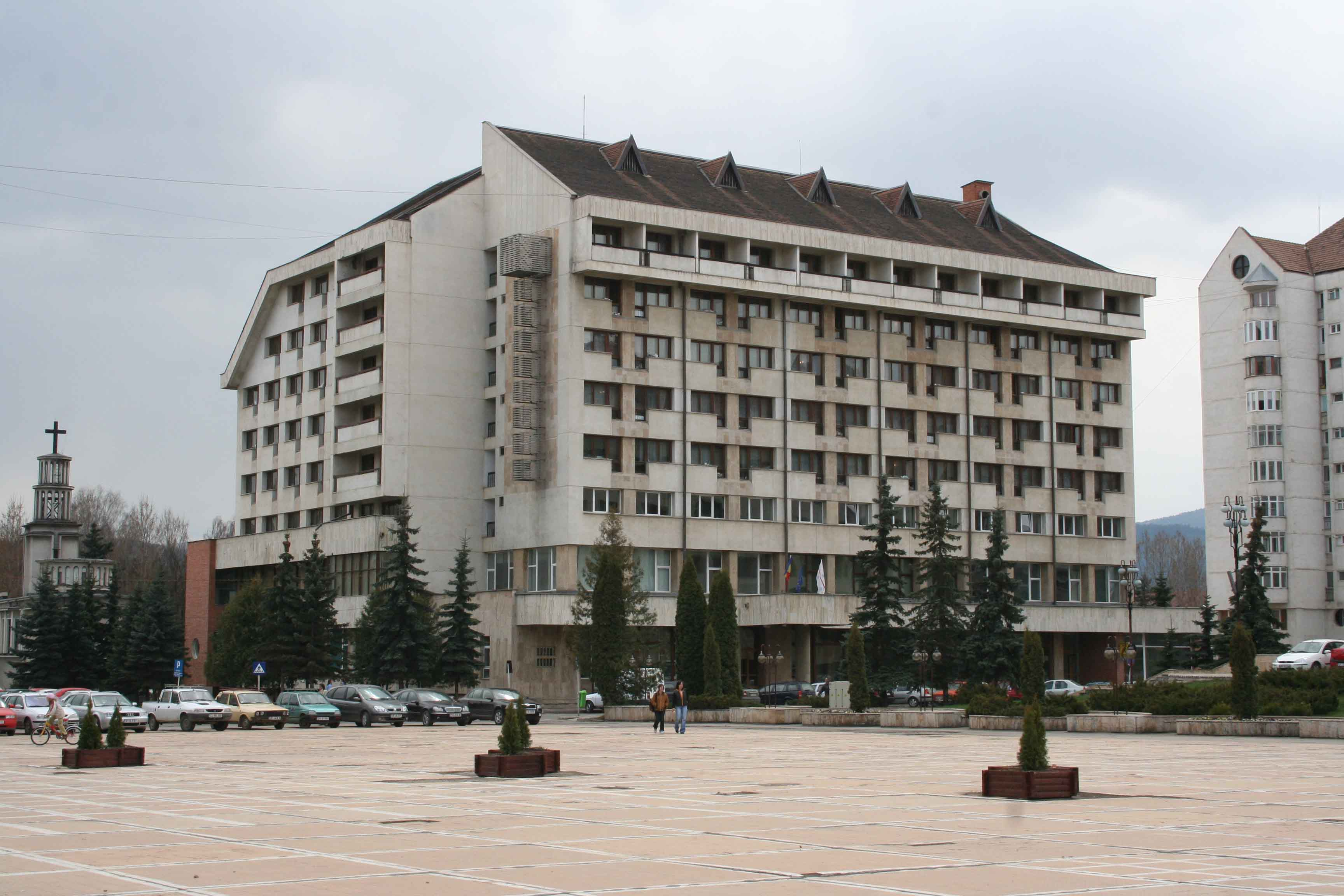
Sediul din Miercurea Ciuc
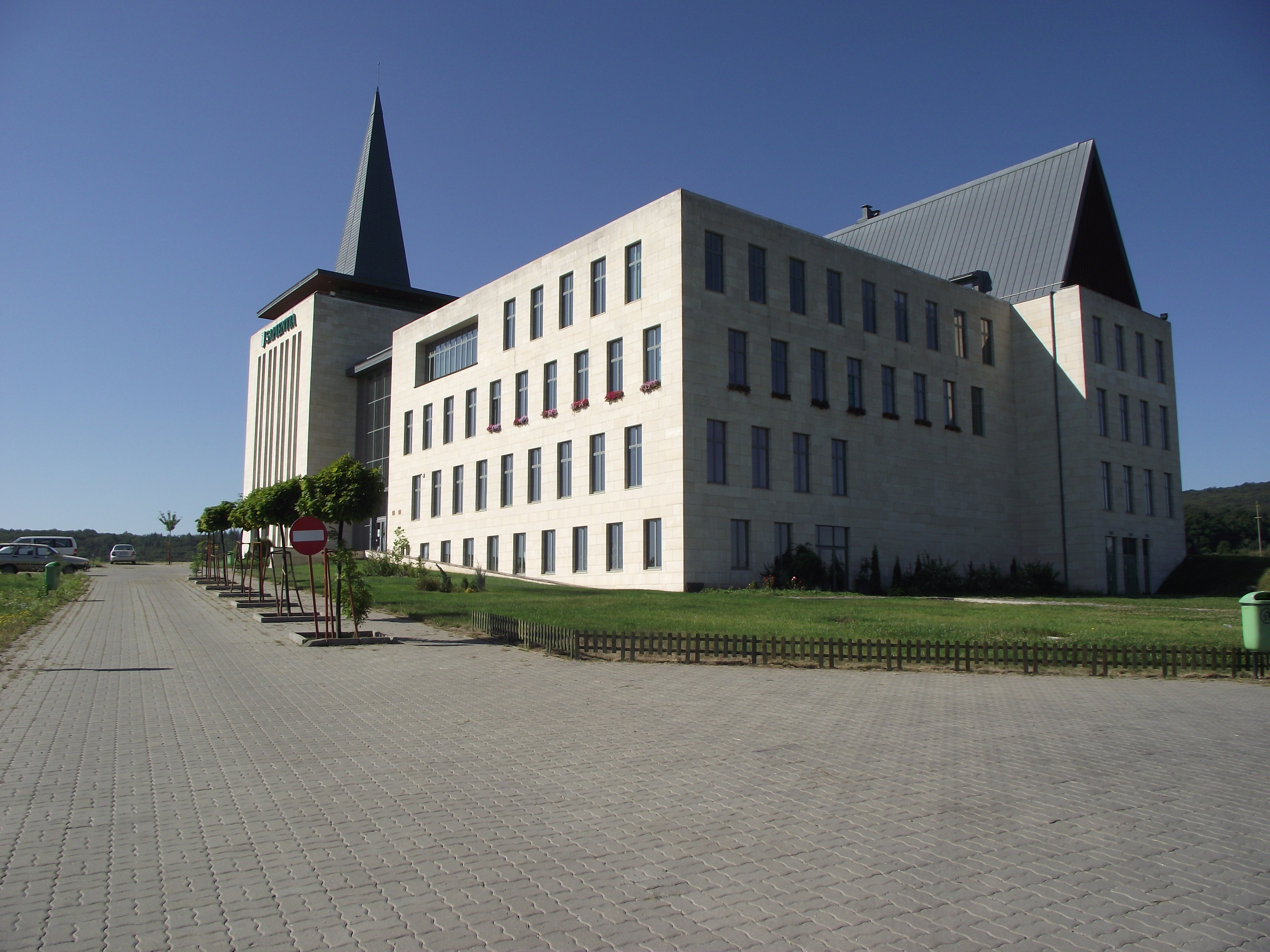
Sediul din Târgu Mureș
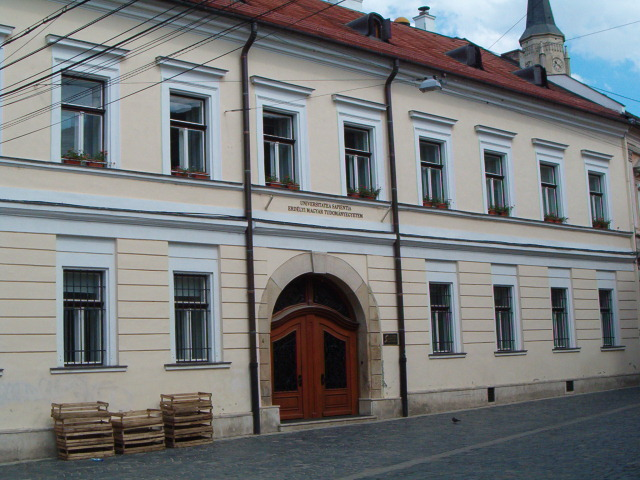
Sediul din Cluj
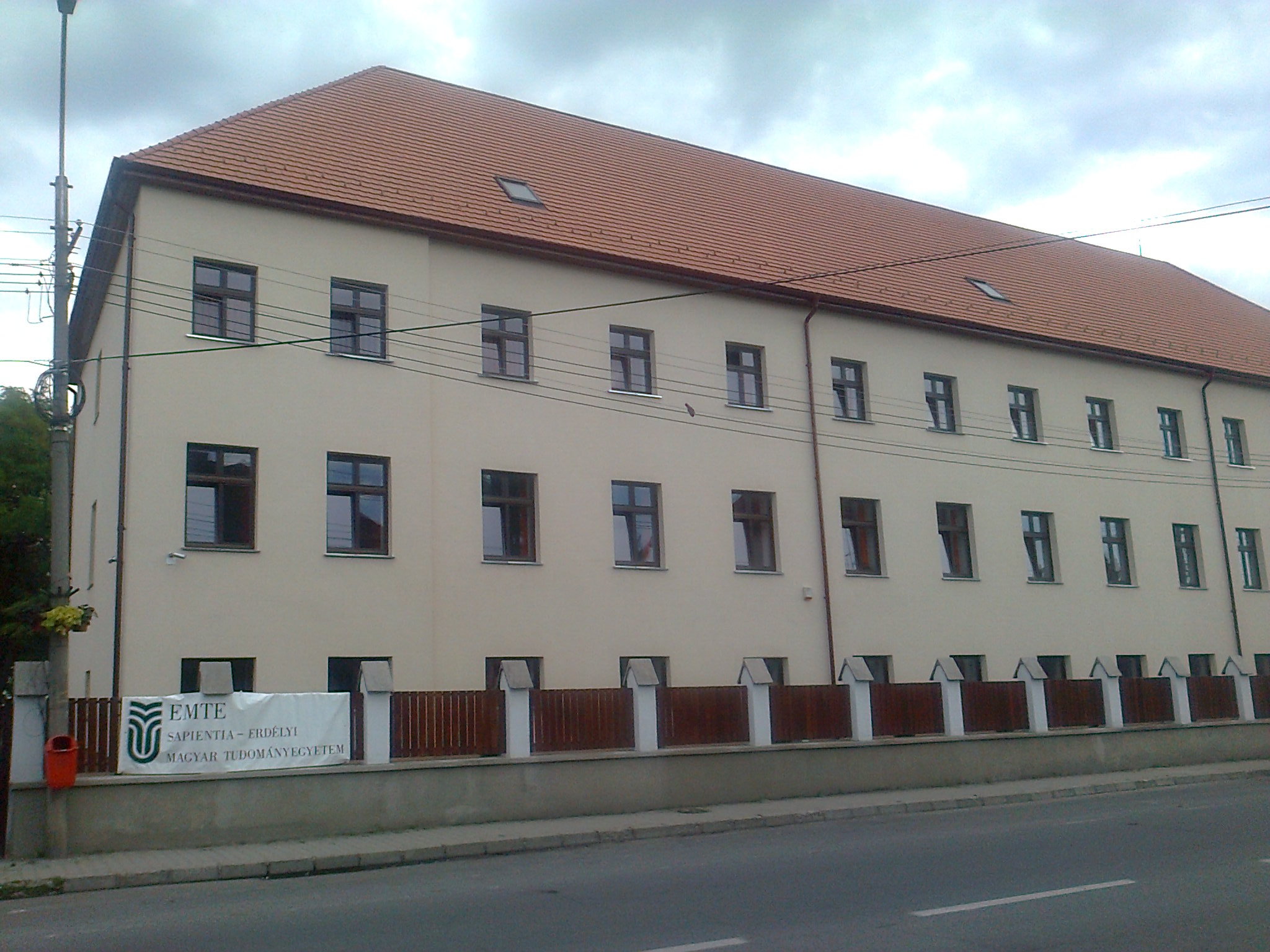
Sediul din Sfântu Gheorghe

## Editura și revista științifică a universității
Universitatea are o editură proprie (Editura Scientia), care publică manuale, notițe de curs, monografii, volume de conferințe. Din 2008 universitatea editează și un periodic științific în limba engleză, Acta Universitatis Sapientiae, cu mai multe serii.